# Kardynałowie z nominacji Leona XII
Papież Leon XII (1823–1829) mianował 25 kardynałów na ośmiu konsystorzach:

## 3 maja 1824
Kościoły tytularne został nadane 24 maja 1824
1. Giovanni Battista Bussi, arcybiskup elekt Benewentu – kardynał prezbiter S. Pancrazio, zm. 31 stycznia 1844
2. Bonaventura Gazzola, biskup Montefiascone – kardynał prezbiter S. Bartolomeo all'Isola, zm. 29 stycznia 1832

## 27 września 1824
1. Karl Kajetan Gaisruck, arcybiskup Mediolanu – kardynał prezbiter S. Marco (tytuł nadany 21 maja 1829), zm. 19 listopada 1846
2. Patrício da Silva OESA, arcybiskup Èvory – kardynał prezbiter bez tytułu, zm. 3 stycznia 1840
3. Teresio Maria Carlo Vittorio Ferrero della Marmora – kardynał prezbiter bez tytułu, zm. 30 grudnia 1830

## 20 grudnia 1824

### Nominacja jawna
1. Pedro Inguanzo Rivero, arcybiskup Toledo – kardynał prezbiter S. Tommaso in Parione (tytuł nadany 28 lutego 1831), zm. 30 stycznia 1836

### Nominacjain pectore, opublikowana 13 marca 1826
1. Lodovico Micara OFMCap (in pectore, publikacja 13 marca 1826) – kardynał prezbiter Ss. IV Coronati (tytuł nadany 3 lipca 1826), następnie kardynał biskup Frascati (21 października 1837), kardynał biskup Ostia e Velletri (17 czerwca 1844), zm. 24 maja 1847

## 21 marca 1825

### Nominacja jawna
1. Gustave-Maximilien-Juste de Croÿ-Solre, arcybiskup Rouen – kardynał prezbiter S. Sabina (tytuł nadany 21 maja 1829), zm. 1 stycznia 1844

### Nominacjain pectore, opublikowana 13 marca 1826
1. Mauro Cappellari OSBCam, wikariusz generalny zakonu kamedułów – kardynał prezbiter S. Callisto (tytuł nadany 3 lipca 1826), od 2 lutego 1831 papież Grzegorz XVI, zm. 1 czerwca 1846

## 13 marca 1826
1. Jean-Baptist-Marie-Anne-Antoine de Latil, arcybiskup Reims – kardynał prezbiter S. Sisto (tytuł nadany 21 maja 1829), zm. 1 grudnia 1839
2. Francisco Javier de Cienfuegos y Jovellanos, arcybiskup Sewilli – kardynał prezbiter S. Maria del Popolo (tytuł nadany 28 lutego 1831), zm. 21 czerwca 1847

## 2 października 1826

### Nominacje jawne
1. Giacomo Giustiniani, arcybiskup Imoli, nuncjusz w Hiszpanii – kardynał prezbiter Ss. Marcellino e Pietro (tytuł nadany 17 września 1827), następnie kardynał biskup Albano (22 listopada 1839), zm. 24 lutego 1843
2. Vincenzo Macchi, tytularny arcybiskup Nisibis, nuncjusz we Francji – kardynał prezbiter Ss. Giovanni e Paolo (tytuł nadany 25 czerwca 1827), następnie kardynał biskup Palestriny (14 grudnia 1840), kardynał biskup Porto e S. Rufina e Civitavecchia (22 stycznia 1844), kardynał biskup Ostia e Velletri (11 czerwca 1847), zm. 30 września 1860
3. Giacomo Filippo Fransoni, tytularny arcybiskup Nazjanzu, nuncjusz w Portugalii – kardynał prezbiter S. Maria in Aracoeli (tytuł nadany 23 czerwca 1828), następnie kardynał prezbiter S. Lorenzo in Lucina (28 września 1855), zm. 20 kwietnia 1856
4. Tommaso Bernetti, wicekamerling i gubernator Rzymu – kardynał diakon S. Cesareo in Palatio (tytuł nadany 25 czerwca 1827), następnie kardynał diakon S. Lorenzo in Damaso (22 stycznia 1844), zm. 21 marca 1852

### Nominacjein pectore, opublikowane 15 grudnia 1828
1. Pietro Caprano, tytularny arcybiskup Ikonium, sekretarz Kongregacji Propaganda Fide – kardynał prezbiter Ss. Nereo ed Achilleo (tytuł nadany 21 maja 1829), zm. 24 lutego 1834
2. Alexander Rudnay Divékújfalusi, arcybiskup Esztergom – kardynał prezbiter bez tytułu, zm. 13 września 1831
3. Benedetto Barberini, prefekt Domu Papieskiego – kardynał prezbiter S. Maria sopra Minerva (tytuł nadany 21 maja 1829), następnie kardynał prezbiter S. Maria in Trastevere (2 lipca 1832), kardynał prezbiter S. Lorenzo in Lucina (16 czerwca 1856), zm. 10 kwietnia 1863
4. Giovanni Antonio Benvenuti, prolegat apostolski w Forli – kardynał prezbiter Ss. Quirico e Giulitta (tytuł nadany 21 maja 1829), zm. 14 listopada 1838
5. Giovanni Francesco Marazzani Visconti, prefekt Pałacu Apostolskiego – kardynał prezbiter bez tytułu, zm. 18 stycznia 1829
6. Belisario Cristaldi, skarbnik Kamery Apostolskiej – kardynał diakon S. Maria in Portico (tytuł nadany 21 maja 1829), zm. 25 lutego 1831

## 25 czerwca 1827
Kościoły tytularne zostały nadane 17 września 1827
1. Ignazio Nasalli, tytularny arcybiskup Cyrrhus – kardynał prezbiter S. Agnese fuori le mura, zm. 2 grudnia 1831
2. Joachim-Jean-Xavier d’Isoard, dziekan Roty Rzymskiej – kardynał prezbiter S. Pietro in Vincoli, następnie kardynał prezbiter SS. Trinita al Monte Pincio (15 kwietnia 1833), zm. 7 października 1839

## 15 grudnia 1828
Kościoły tytularne zostały nadane 21 maja 1829.
1. Antonio Domenico Gamberini. biskup Orvieto – kardynał prezbiter S. Prassede, następnie kardynał biskup Sabiny (18 lutego 1839), zm. 25 kwietnia 1841
2. Juan Francisco Marco y Catalán, wicekamerling i gubernator Rzymu – kardynał diakon S. Agata alla Suburra, zm. 16 marca 1841

Leon XII zamierzał mianować na tym konsystorzu także biskupa Timoteo Maria Ascensi OCD, z Osimo e Cingoli, który jednak zmarł 6 grudnia 1828, zanim promocja ta mogła dojść do skutku.